# 숀 스피어스

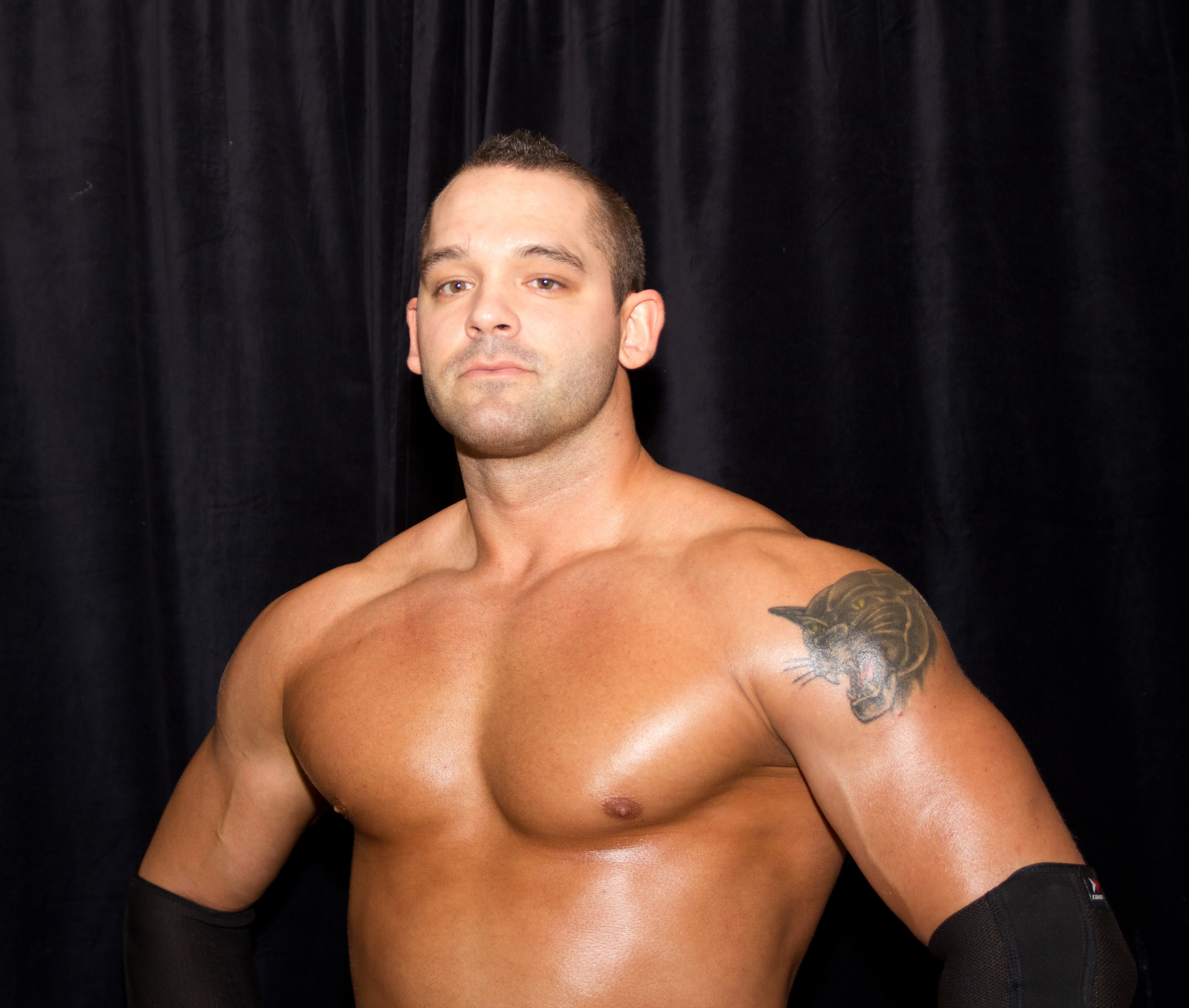
로니 아넬리

로니 아넬리(Ronnie Arneill)는 캐나다의 남자 프로레슬링선수로 본명은 로니 윌리엄 아넬리(Ronnie William Arneill, 1980년 2월 19일 ~ )다. 예전 링네임은 개빈 스피어스(Gavin Spears)였는데 WWE NXT/WWE 링네임은 타이 딜린저(Tye Dillinger)라고 부르거나 지금은 AEW 건너와 링네임이 숀 스피어스(Shawn Spears)라고 한다. 키는 192cm(6 ft 4 in)에다가 몸무게는 103kg(227 lb)이다. 피니쉬는 타이 브레이커(파이어맨즈 캐리 넥브레이커로 사용을 한적도 있었다고 한다. 2015년 ~ 2017년까지 사용을 한적도 있지만 2017년 ~ 2019년까지는 파이어맨즈 캐리 니 스매쉬로 사용을 한적도 있었다.), 퍼펙트 10(인버티드 오버드라이브), 씨 나인(런닝 데스 벨리 드라이버), 슬링샷 잭해머(슬링샷 버티컬 수플렉스 파워슬램), 보스턴 크랩으로 사용을 한다. 2001년 프로레슬링 입문했다. 그러나 2024년 2월 27일 WWE NXT에서 링네임이 숀 스피어스(Shawn Spears)라는 사용을 한다.

## WWE NXT
WWE NXT/WWE 링네임은 타이 딜린저(Tye Dillinger)로 OVW, FCW, WWE와 TNA를 거쳐 다시 WWE로 돌아와 링네임 타이 딜린저로 숫자 10을 강요하는 PERFECT TEN기믹을 선보여 관중들이 열 손가락을 펼치고 텐을 외쳐주며 호응해준다. 더스티 로즈 클래식 태그팀 파트너로 바비 루드와 태그팀을 맺었으나 배신을 당하자 NXT 테이크 오버: 토론토에서 1대1로 맞붙어 샤프슈터를 선보이기도 하지만 글로리어스 드랍을 맞고 패배한다. NXT 테이크오버: 샌 안토니오에서는 새니티 멤버들의 방해에도 불구하고 선전하나 에릭 영에게 패했다. WWE 로얄 럼블 2017에서 로얄 럼블 매치에서 깜짝 등장을 했다.

## 스맥다운 승격
2017년 4월 4일 WWE 스맥다운에서 커트 호킨스대결 하면서 이기고 2017년 4월 11일 WWE 스맥다운 다음날도 에이든 잉글리쉬도 간단하게 이겨버린다. WWE 백래쉬 2017에서도 잉글리쉬를 경기로 간단하게 이겨버린다. 2017년 7월 4일 WWE 스맥다운 배틀로얄 매치 중에서도 3명이 살아남았지만 끝내 탈락 당한다. 다만 2017년 7월 11일 스맥다운에거 진더 마할하고 대결했지만 지고만다. 그러면서 WWE 배틀 그라운드 2017에서도 마찬가지로 에이든 잉글리쉬한테도 지고만다. 2017년 7월 25일 WWE 스맥다운에서도 끝내 새미 제인과 2vs2 태그팀 매치에서 에이든 잉글리쉬 & 마이크 카넬리스를 상대로 승리를 가져갔다. 2017년 9월 5일 WWE 스맥다운에서 배런 코빈한테 지고 만다. 2017년 9월 19일 WWE 스맥다운에서 배런 코빈을 때리려고 난입을 하고 마구 때리다가 밖으로 쫓아낸다. 그러나 WWE 헬 인 어 셀 2017에서 쓰리플 매치중에서 에이제이 스타일스, 배런 코빈 대결을 할러고 하지만 실패를 거두고 배런이 WWE 유나이티드 챔피언을 가지가게 되었다. 2017년 12월 26일 말쯤이돼서야 WWE 스맥다운에서 WWE US 챔피언쉽 준결승을 참가를 했지만 상대 진더 마할과 상대를 했는데 지고 실패를 거둔다. 2018년 1월 28일 WWE 로얄럼블 2018에서 로얄럼블 매치중에 참가를 하려고 했는데 케빈&새미에게 공격 당하면서 끝내 실패를 했다. WWE 패스트 레인 2018에서 이번엔 상대 쉘턴 밴자민 & 채드 게이블 & 모조 롤리라는데 팀은 브리장고(타일러 브리즈, 판당고)라는 있는데 3vs3태그팀 매치중에서 이기게 된다. 2018년 3월 20일날 WWE 스맥다운에서 배런 코빈을 상대를 했지만 끝내 패배하고 그리고 2018년 4월 3일 WWE 스맥다운에서 4vs4 태그팀에서 잭 라이더, 브리장고(타일러 브리즈, 판당고)랑 같이 상대 돌프 지글러, 프리모, 배런 코빈 모조 롤리를 상대를 했지만 여전히 패배한다. WWE 레슬매니아 34에서 배틀로얄매치 참가를 했지만 실패를 거두고 그리고 2018년 4월 17일 WWE 스맥다운에서 알 트루스라는 신경전 가지는 척하다가 결국은 반갑게 그를 맞이하는 모습이다. WWE 그레이시티드 로얄 럼블 2018에서 그레이시티드 로얄 럼블 매치에서 참가를 했지만 그러나 탈락을 당해서 실패를 거둔다. 2018년 5월 29일 WWE 스맥다운에서 이번엔 나카무라 신스케라는 상대를 했지만 결국은 지고 만다. 2018년 7월 17일 WWE 스맥다운에서 이번에는 알 트루스를 만나면서 반갑게 맞이한다. 그리고 사모아 조라는 상대를 했지만 지고만다. 그닥 실력이 영 아닌 것 같다. 그러나 2018년 9월 25일 WWE 스맥다운에서 나카무라 신스케상대를 했지만 DQ를 하게 되었고 랜디 오턴이 난입을 하니깐 결국은 로프 헝 디디티로 맞게 되었다. 그리고 2018년 10월 2일 WWE 스맥다운에서 결국은 랜디 오턴에게 대결로할러고 했는데... 이때 격돌을 할러고 했으나 결국은 아예 철제계단으로 부딪치면서 로프 헝 디디티 맞고 결국은 랜디 오턴에게 손가락 부상을 당한다. 그렇게 WWE 소식 없다가 결국은 2019년 2월 19일 WWE 방출을 요구한다.

## WWE 방출 이후
WWE 방출 이후로는 AEW 건너가서 2019년 6월 29일 아예 링네임이 숀 스피어스(Shawn Spears)로 사용을 하기 시작을 한다. 악역 이후 2019년 10월 9일 AEW 다이너마이트 중에서는 매니저 툴리 블란차드라고 있다.(역시 이 남자 캐나다 프로레슬링선수 툴리 블란차드는 이전에는 프로레슬링선수로 활동을 하다가 매니저로 활동을 하고 있는 중이다.)그러나 2021년 3월 10일 AEW 다이너마이트중에서는 팀 더 피너클이라는 활동을 하고 있다가 2023년 12월 말에서는 결국은 AEW에서 방출 당하고 만다.

## WWE NXT 활동
2024년 2월 27일 WWE NXT에서 등장을 하면서 복귀를 한다. 그리고 릿지 홀랜드라는 습격을 하며 공격을 한다. 2024년 3월 26일 WWE NXT에서 다이작과의 경기가 확정되지만 조 게이시의 개입으로 패하며 조 게이시와 WWE NXT 스탠드 & 딜리버 2024에서 경기가 확정되고 경기 시작 전 릿지 홀랜드가 조 게이시 뒤에서 난입해 조 게이시에게 체어 샷을 날리고 퇴장하면서 숀 스피어스에게 약간의 유리한 상황이었지만 경기는 말하자면 패배다. 그리고 숀 스피어스가 릿지 홀랜드에게 접근하면서 WWE NXT 스프링 브레이킨 2024에서 둘간의 경기기 확정되고 이렇게 또 패한다. 2024년 6월 4일 WWE NXT에서 조쉬 브릭스에게 마찰이 생기다가 그러다가 조쉬 브릭스와의 경기가 벌어지기 전 조쉬 브릭스를 습격하고 지본 에반스가 숀에게 공격을 하고 끝내 싸움 난투극을 벌이며 지본 에반스에게 당하게 된다. 그리고 다음날 2024년 6월 11일에 둘간의 경기가 확정되면서 승리를 거둔다. 그리고 2024년 6월 18일 WWE NXT에서 WWE NXT 월드 챔피언 자리에 도전할 넘버 원 컨텐더 배틀로얄에서 에반스에게 탈락 당하자 결국은 트릭 윌리엄스가 나와서 지본 에반스에게 공격을 당한다.

## Professional wrestling highlights
- Finishing moves
  - As Ronnie Arneill
    - Running death valley driver

  - As Shawn Spears
    - Boston crab - 2019-present
    - C4 (Running death valley driver)
    - Slingshot Jachammer (Slingshot vertical suplex powerslam) - 2019-present

  - As Tye Dillinger
    - The Perfect 10 (Inverted overdrive to a crouching opponent) - 2015; 2018-2019
    - Tye Breaker (Fireman's carry neckbreaker - 2015-2017; or a Fireman's carry knee smash - 2017-2019)
- Signature moves
  - 10-Count Punch (Mountain punch)
  - Body slam
  - Frog splash
  - Hangman's neckbreaker
  - Inverted atomic drop
  - Multiple kick variations
    - Jumping bicycle
    - Heel
    - Knee
    - Super

  - Multiple suplex variations
    - Belly to back
    - Gutwrench
    - Super

  - Pendulum backbreaker
  - Running lariat
  - Sharpshooter - adopted by Bret Hart
  - Spinebuster
  - Stomp
- Nicknames
  - "The Canadian Bad Boy"
  - "The Canadian Sensation"
  - "The Chairman"
  - "The Perfect 10"
  - "Tye Dye"
- Managers
  - Tully Blanchard
- Entrance themes
  - "I Believe In A Thing Called Love" by The Darkness (OVW; 2006-2007)
  - "20/20" by Chris Goulstone (FCW/WWE; 2008-2009)
  - "What It Is To Burn"	by Finch (CWFH; 2011)
  - "Burning Tree" by Rick DiFonzo (WWE NXT; 2014)
  - "The Heist" by DJ Big Mike (WWE NXT 2014)
  - "Hollow Tip In The Clip" by Rudiment The Producer (WWE NXT; 2014-2015)
  - "City Invasion" by Kosinus Music (WWE NXT; 2015)
  - "Ten" by CFO$ (WWE NXT; 2015-2019)
  - "Resurrection of Perfection" by Josiah Williams (AEW; 2019-2022)
  - "Pinnacle" by Mikey Rukus (AEW; 2021-2022; used as a member of the The Pinnacle)
  - "5plus5" by Mikey Rukus (AEW; 2022-2024)
  - "Truth and Pain" by Def Rebel (WWE NXT; 2024-present)

## 수상
- ACW 월드헤비웨이트 챔피언 (1회)
- 킹 오브 플로다 (2010)
- FCW 플로리다 태그팀 챔피언 (1회) - 닉 네메스
- FUW 태그팀 챔피언 (1회) - 케니지 켄드릭
- GBPW 챔피언 (1회)
- GLWC 태그팀 챔피언 (1회) - 플렉스 팔코네
- NSPW 태그팀 챔피언 (1회) - JT 플라야
- OVW 텔레비젼 챔피언 (1회)
- OVW 서던 태그팀 챔피언 (2회) - 코디 로즈 (1회), 콜드 카바나 (1회)
- 랭크드 넘버 114 오브 더 탑 싱글즈 레슬링 인 더 PWI 500 인 2017
- PWA 퓨어 레슬링 챔피언 (1회)
- TCW 헤비웨이트 챔피언 (1회)
- WWC 월드 태그팀 챔피언 (1회) - 아이돌 스티븐스
- NXT 노스 아메리칸 챔피언 (1회)